# 강명재
강명재 (姜明財, 2000년 8월 26일 ~ )은 대한민국의 전 축구 선수로 포지션은 수비형 미드필더이다.

## 구단 경력

### 미국 리그 기록
- 2020 MLS next pro  - 총 2경기 출장 (2경기 교체 출장)

### 멕시코 리그 기록
- 아페르투라 2021 LIGA DTP MX  보관됨 2021-04-16 - 웨이백 머신 - 총 1경기 출장 (1경기 교체 출장) - 총 1골
- 클라우수라 2021 LIGA TDP MX  보관됨 2021-04-16 - 웨이백 머신 - 총 10경기 (6경기 교체 출장) - 총 3골 3어시스트

### 멕시코 대회 기록
- 클라우수라 2021 COPA CONECTA  - 총 1경기 출장 (교체출전)

## 그 외
- 중간중간 공백기가 있었지만 아시아 에서는 FC 서울, 옌볜 푸더 입단 테스트를 봤고  와 북중미, 에서는 멕시코 공개 테스트 를 봤다.
- 한국인 최초로 이강인 선수보다 먼저 멕시코 레전드 감독인 하비에르 아기레의 지도를 받았었다. 이 때 본인이 소속되어 있던 클럽의 당시의 축구감독이 크리스티안 히메네스 바로 AC 밀란 소속 산티아고 히메네스 아버지 의다.
- 인터 마이애미 CF ll 입단에 비하인드 스토리가 있다. 개인적인 문제 때문에 입단이 불가했다. 하지만 개인적인 친분이 있는 멕시코 국가대표 선수 로돌포 피사로 가 인터 마이애미 CF 선수라서 그와 에이전트의 도움을 받아 어렵게 입단했다고 한다.

## 기타
- 혼혈 과 재미교포 제외 후 한국인 최초로 MLS next pro 3부리그에 출전한 이력이 있다. (MLS next pro 리그는 다른 리그와 특이하게 35명까지 선수등록이 가능하다. 그리고 24명은 프로축구선수 만 등록이 가능하고 나머지 11명 선수는 아마추어 선수를 등록해야한다.)

- 한국인 최초로 멕시코 프로리그 (3부 리그) 통틀어서 처음으로 준프로 계약을 하고 입단한 이력이 있다.

- 2020년 CANCÚN FC 팀이 "제프 루나우" (현 휴스턴 애스트로스 회장)의 투자로 창설 되었다. 큰 자본과 투자가 이어져서 (2부리그) LIGA EXPANSION MX 참가하게 된 팀이다.  연령별 팀으로 4부 리그에도 클럽을 개설했고 다른 지역에도 아카데미를 만들어서 운영했다 (4부리그) Cancún FC B 팀은 2021년에 사라졌다. 하지만 2022년 6월부터 리그 확장 때문에 연령별 선수를 모집해서 3부리그 Segunda División de México Serie A de México 소속된 클럽이다.

- 현재 소속되어 있는 클럽 PIONEROS FC 3부 리그 클럽이다 하지만 2021년 클럽이 사라지고 4부 리그 합병되었다.

- 최근 들어 팀을 옮기면 팀이 사라지는 일을 겪는다.

- CANCÚN FC에서 카를로스 벨라 형제 인 알레한드로 벨라 es:Alejandro_Vela가 팀 운영 직책을 맡고 있어서 많은 조언을 얻었다고 한다.

- 현재 RCD 마요르카 팀에 감독인 하비에르 아기레 감독과 인연이 있다 CF 몬테레이 감독을 맡았을 당시 칸쿤으로 자주 전지훈련 또는 친선경기 휴가 등 자주 찾아와서 CANCÚN FC 팀 지도를 도와줬다.

- 축구선수 강명재는 이력을 보다싶히 축구를 하다가 그만뒀다. 반복했던 케이스다 그 이유는 집안 형편 뿐만아니라 자신의 경쟁력이 없다고 판단하고 스스로 케어가 불가능해서 일찍 선수의 길을 그만뒀다.
- CANCÚN FC 팀은 클럽 초창기는 전성기가 지난 선수들로 채우거나 FA 신분인 선수 또는 명문팀 유망주 임대로 채워서 꾸역꾸역 경기를 진행했다 물론 상위리그 순위권도 들지 못하였다. 하지만 2023-2024 아페르투라 에서 정규리그 1위와 함께 플레이오프로 창단 첫 우승을 하였고 2023-2024 클라우수라 에서 정규리그 6위로 플레이오프에서 우승을 하였다 2회 우승으로 많은 관심을 받게 되었다 2024-2025 아페르투라 개막으로 2연승을 달리고 있다. [ 2부 리그 3회 우승 시에 1부 리그 승격 기회를 얻는데 경기장 환경과 자본력 선수 명단 등으로 심사를 거쳐서 1부 리그 승인을 받을 수 있다 만약 심사에 떨어지면 아틀란테 FC처럼 계속 2부 리그에 남을 수 있다 ]

## 학력
- 서울송파초등학교 졸업
- 방이중학교 졸업
- 휘경공업고등학교 전학
- 잠일고등학교 졸업